# Liden vintergrøn
Liden vintergrøn (Pyrola minor) er en 5-20 cm høj, stedsegrøn urt der vokser på fattig jord, i Danmark typisk sandet jord eller morbund. Den er den almindeligst forekommende art af Vintergrøn-slægten, men er ikke særlig almindelig i Danmark. I Norge, Sverige og Finland er den til gengæld ret udbredt - med undtagelse af Skåne, hvor den ligesom i Danmark er ualmindelig.

## Beskrivelse
Liden Vintergrøn er en lille plante med en roset af runde, let læderagtige, stedsegrønne blade. Fra midten af rosetten står en blomsterstilk med en klase af små, hvide klokkeformede blomster - ofte med nogen rødfarvning, men det varierer. Griflen er kortere end kronbladene og stikker således ikke ud af klokken. Den blomstrer i Danmark i juni måned.
Roden er en jordstængel, der vokser meget langsomt.
Højde x bredde og årlig tilvækst: 20 x 10 cm (højden er inklusiv blomsterstilk).

## Udbredelse
Træffes hist og her i Danmark på heder, i lysåbne skove eller skovbryn, hvor jorden er fattig, typisk på morbund i bøgeskove eller på sandet jord i fyrreskove. Forekommer mest hyppigt i Nordsjælland (bl.a. i Hareskoven), Nord- og Vestjylland og på Bornholm.
Den er almindelig i de andre nordiske lande undtagen Island. Globalt har arten såkaldt cirkumboreal udbredelse, dvs. den findes i boreal skov på hele den nordlige halvkugle. Udover Norden vil det bl.a. sige i Rusland, USA og Canada.

## Økologi
Forekomster af Vintergrøn er ofte meget lokale. De kan forekomme i større bestande i et lille område og mangle helt i naboområder. Vintergrøn er afhængig af mykorrhiza (samliv med en svamp).
| Portal | Portal:Botanik |